# رينيه ريتشارد
رينيه ريتشارد هو رسام سويسري، ولد في 1 ديسمبر 1895 في لا شو دو فون في سويسرا، وتوفي في 1 أبريل 1982 في بيه سان بول في كندا.